# Andrena viktorovi
Andrena viktorovi är en biart som beskrevs av Osytshnjuk 1983. Andrena viktorovi ingår i släktet sandbin, och familjen grävbin. Inga underarter finns listade i Catalogue of Life.